# Епіфеноменалізм
Епіфеноменалі́зм (від епіфеномен — вторинне явище) — теорія у філософії свідомості, яка полягає в тому, що ментальні феномени викликані фізичними процесами в мозку, а не є зовнішніми причинами. Таким чином, враження про те, що думки, почуття і відчуття впливають на фізичні процеси, є певною мірою ілюзорним. Приміром, не почуття страху є причиною підвищення серцебиття, а обидва процеси є симптомами загальної фізіологічної причини.
Історично епіфеноменалізм виник як спроба розв'язання проблеми картезіанського дуалізму — яким чином могли б взаємодіяти розум і тіло. Ламетрі , Лейбніц і Спіноза намагалися кожен по-своєму розв'язати цю проблему. Ідею про те, що навіть якщо тварина була б свідомою, це ніяк не вплинуло б на результати її поведінки, навіть для тварин рівня людини, була вперше висловлена Ламетрі. Гакслі порівнював ментальні феномени зі свистком локомотива:
Свідомість тварин здається пов'язаною з механізмом їхнього тіла, просто як побічний продукт його роботи, і вона цілком не має жодної влади змінювати цю роботу, так само як паровий свисток, який супроводжує роботу локомотивного двигуна, не впливає на його механізми. Їхнє бажання, якщо вони таке мають, є емоцією, яка вказує на фізичні зміни, а не причиною таких змін.
Оригінальний текст (англ.)
The consciousness of brutes would appear to be related to the mechanism of their body simply as a collateral product of its working, and to be as completely without any power of modifying that working as the steam-whistle which accompanies the work of a locomotive engine is without influence upon its machinery. Their volition, if they have any, is an emotion indicative of physical changes, not a cause of such changes.

Епіфеноменалізм в основному знайшов свою нішу в методологічному або науковому біхевіоризмі. Замість прийняття позицій елімінативізму або фікціоналізму, позицій, який заперечують наявність внутрішніх ментальних феноменів, біхевиорист міг прийняти позицію епіфеноменалізму. Однак, до 60-х років 20 століття біхевіоризм зіткнувся з низкою проблем і поступився місцем когнітивізму.
Усе ж, з часів когнітивної революції деякі філософи[хто?] висловлювалися на підтримку однієї з форм епіфеноменалізму. Сучасніші версії стверджують, що тільки суб'єктивні аспекти ментальних станів є епіфеноменами[джерело?].